# Рудар (Прієдор)
«Рудар» (босн. «Fudbaski klub Rudar-Prijedor») — професіональний боснійський футбольний клуб з міста Прієдор. Заснований 1928 року, домашні ігри проводить на стадіоні «Градскі стадіон» місткістю 6 000 глядачів.

## Досягнення
- Чемпіон Першої ліги Республіки Сербської: 2008–09, 2014–15